# 贝柳斯
贝柳斯，是西班牙巴伦西亚自治区巴伦西亚省的一个市镇。总面积10平方公里，总人口405人（2001年），人口密度41人/平方公里。